# Llista d'ocells de les Illes Marqueses
Aquesta llista d'ocells de les Illes Marqueses inclou totes les espècies d'ocells trobats a les Illes Marqueses: 59, de les quals 10 en són endemismes, 12 estan globalment amenaçades d'extinció i 8 hi foren introduïdes.
Els ocells s'ordenen per ordre i família.

## Procellariiformes

### Diomedeidae
- Diomedea exulans

### Procellariidae
- Daption capense
- Pterodroma rostrata
- Pterodroma alba
- Pterodroma arminjoniana
- Pterodroma externa
- Pterodroma nigripennis
- Bulweria bulwerii
- Puffinus creatopus
- Puffinus pacificus
- Puffinus griseus
- Puffinus nativitatis
- Puffinus assimilis
- Puffinus lherminieri

### Hydrobatidae
- Fregetta grallaria
- Nesofregetta fuliginosa
- Oceanodroma leucorhoa

## Pelecaniformes

### Phaethontidae
- Phaethon aethereus
- Phaethon rubricauda
- Phaethon lepturus

### Sulidae
- Sula dactylatra
- Sula sula
- Sula leucogaster

### Fregatidae
- Fregata minor
- Fregata ariel

## Ciconiiformes

### Ardeidae
- Egretta sacra

## Anseriformes

### Anatidae
- Anas acuta

## Galliformes

### Phasianidae
- Gallus gallus

## Gruiformes

### Rallidae
- Porzana tabuensis

## Charadriiformes

### Charadriidae
- Pluvialis fulva

### Scolopacidae
- Numenius tahitiensis
- Tringa brevipes
- Tringa incana
- Calidris alba

### Laridae
- Larus pipixcan

### Sternidae
- Anous stolidus
- Anous minutus
- Procelsterna cerulea
- Gygis alba
- Onychoprion fuscatus
- Onychoprion lunatus

## Columbiformes

### Columbidae
- Columba livia
- Geopelia striata
- Gallicolumba rubescens
- Ptilinopus dupetithouarsii
- Ducula galeata

## Psittaciformes

### Psittacidae
- Vini ultramarina

## Cuculiformes

### Cuculidae
- Eudynamys taitensis

## Strigiformes

### Strigidae
- Bubo virginianus

## Apodiformes

### Apodidae
- Aerodramus ocistus

## Coraciiformes

### Alcedinidae
- Todiramphus godeffroyi

## Passeriformes

### Sylviidae
- Acrocephalus mendanae

### Monarchidae
- Pomarea iphis
- Pomarea mendozae
- Pomarea whitneyi

### Sturnidae
- Acridotheres tristis

### Estrildidae
- Estrilda astrild
- Neochmia temporalis
- Lonchura castaneothorax[1]